# Усманово (Турумбетівська сільська рада)
Усма́ново (рос. Усманово, башк. Усман) — присілок у складі Аургазинського району Башкортостану, Росія. Входить до складу Турумбетівської сільської ради.
Населення — 279 осіб (2010; 312 в 2002).
Національний склад:
- башкири — 100%